# Classificació de Dunham
La classificació de Dunham és un sistema de classificació per a les roques sedimentàries carbonatades que va ser proposat originalment per Robert J. Dunham l'any 1962 i modificat posteriorment per Embry i Klovan l'any 1971 per a incloure les calcàries de gra groller i els sediments que estaven units de manera orgànica en el moment de la seva deposició. La classificació de Dunham modificada ha esdevingut el sistema més emprat per a la classificació de les roques sedimentàries carbonatades, arribant a ser vuit vegades més utilitzat que la classificació de Folk. Vegeu un resum de la classificació modificada tot seguit:
| Classificació modificada de Dunham                                                                                     | Classificació modificada de Dunham                                                                                     | Classificació modificada de Dunham                                                                                     | Classificació modificada de Dunham                                                                                     | Classificació modificada de Dunham                                                                                     | Classificació modificada de Dunham                                                                                     | Classificació modificada de Dunham                                                                       | Classificació modificada de Dunham                                                                       | Classificació modificada de Dunham | |
| --- | --- | --- | --- | --- | --- | --- | --- | --- | --- |
| Calcàries al·lòctones - No hi ha evidència que els components originals estiguessin units en el moment de la deposició | Calcàries al·lòctones - No hi ha evidència que els components originals estiguessin units en el moment de la deposició | Calcàries al·lòctones - No hi ha evidència que els components originals estiguessin units en el moment de la deposició | Calcàries al·lòctones - No hi ha evidència que els components originals estiguessin units en el moment de la deposició | Calcàries al·lòctones - No hi ha evidència que els components originals estiguessin units en el moment de la deposició | Calcàries al·lòctones - No hi ha evidència que els components originals estiguessin units en el moment de la deposició | Calcàries al·lòctones - Els components originals estaven units orgànicament en el moment de la deposició | Calcàries al·lòctones - Els components originals estaven units orgànicament en el moment de la deposició | Calcàries al·lòctones - Els components originals estaven units orgànicament en el moment de la deposició                                                                                          | Calcàries al·lòctones - Els components originals estaven units orgànicament en el moment de la deposició |
| Menys del 10% dels components són > 2 mm                                                                               | Menys del 10% dels components són > 2 mm                                                                               | Menys del 10% dels components són > 2 mm                                                                               | Menys del 10% dels components són > 2 mm                                                                               | Més del 10% dels components són > 2 mm                                                                                 | Més del 10% dels components són > 2 mm                                                                                 | Calcàries al·lòctones - Els components originals estaven units orgànicament en el moment de la deposició | Calcàries al·lòctones - Els components originals estaven units orgànicament en el moment de la deposició | Calcàries al·lòctones - Els components originals estaven units orgànicament en el moment de la deposició                                                                                          | Calcàries al·lòctones - Els components originals estaven units orgànicament en el moment de la deposició |
| Conté fang calcàri (<30 μm)                                                                                            | Conté fang calcàri (<30 μm)                                                                                            | Conté fang calcàri (<30 μm)                                                                                            | No conté fang calcàri                                                                                                  | Més del 10% dels components són > 2 mm                                                                                 | Més del 10% dels components són > 2 mm                                                                                 | Units per organismes que actuen com a deflectors (baffles)                                               | Units per organismes que s'enganxen i s'uneixen: la roca és suportada per la matriu                      | Bound by organisms that build a rigid framework - the rock is supported by the fossil framework Units per organismes que construeixen un marc rígid: la roca està suportada per l'entramat fòssil | |
| Suportada per fang | Suportada per fang | Suportada pels grans                                                                                                   | Suportada pels grans                                                                                                   | Suportada per la matriu                                                                                                | Suportada pels grans de la fracció >2 mm                                                                               | Units per organismes que actuen com a deflectors (baffles)                                               | Units per organismes que s'enganxen i s'uneixen: la roca és suportada per la matriu                      | Bound by organisms that build a rigid framework - the rock is supported by the fossil framework Units per organismes que construeixen un marc rígid: la roca està suportada per l'entramat fòssil | |
| Menys del 10% dels grans (>30 μm - 2 mm)                                                                               | Més del 10% dels grans (>30 μm - 2 mm)                                                                                 | Suportada pels grans                                                                                                   | Suportada pels grans                                                                                                   | Suportada per la matriu                                                                                                | Suportada pels grans de la fracció >2 mm                                                                               | Units per organismes que actuen com a deflectors (baffles)                                               | Units per organismes que s'enganxen i s'uneixen: la roca és suportada per la matriu                      | Bound by organisms that build a rigid framework - the rock is supported by the fossil framework Units per organismes que construeixen un marc rígid: la roca està suportada per l'entramat fòssil | |
| | | | | | | | | | |
| | | | | | | | | | |
| Mudstone | Wackestone | Packstone | Grainstone | Floatstone | Rudstone | Bafflestone                                                                                              | Bindstone                                                                                                | Framestone | |